# فوعارة
فوعارة هي إحدى القرى اللبنانية من قرى قضاء الشوف في محافظة جبل لبنان.